# Chersotis deplana
Chersotis deplana är en fjärilsart som beskrevs av Freyer 1844. Chersotis deplana ingår i släktet Chersotis och familjen nattflyn. Arten har ej påträffats i Sverige. Inga underarter finns listade i Catalogue of Life.